# One in a Million (album)
Pour les articles homonymes, voir One in a Million.
Albums de Aaliyah
Age Ain't Nothing but a Number
(1994) Aaliyah
(2001)
Singles
1. If Your Girl Only Knew
Sortie : 13 août 1996
2. One in a Million
Sortie : 10 décembre 1996
3. Got to Give It Up
Sortie : 27 janvier 1997
4. 4 Page Letter
Sortie : 11 mars 1997
5. Hot Like Fire
Sortie : 16 septembre 1997
6. The One I Gave My Heart To
Sortie : 16 septembre 1997

One in a Million est le deuxième album studio d'Aaliyah, sorti le 27 août 1996.
L'album s'est vendu à 180 000 exemplaires la première semaine et s’est classé 2è au Top R&B/Hip-Hop Albums et 18e au Billboard 200. 
En 2011, le magazine Rolling Stone a classé One in a Million à la 11e place de ses  « 100 meilleurs albums des années 1990 ». L’album aurait vendu 9 millions de copies dans le monde entier.

## Liste des titres
| No  | Titre                                                                                 | Auteur                           | Contient un (des) sample(s) de                                                                                | Durée |
| --- | ------------------------------------------------------------------------------------- | -------------------------------- | --- | ----- |
| 1.  | Beats 4 da Streets (Intro) (featuring Missy Elliott – Produit par Timbaland)          | Missy Elliott, Timothy Mosley    | | 2:10  |
| 2.  | Hot Like Fire (Produit par Timbaland)                                                 | Elliott, Mosley                  | Tom's Diner de Suzanne Vega                                                                                   | 4:23  |
| 3.  | One in a Million (Produit par Timbaland)                                              | Elliott, Mosley                  | | 4:30  |
| 4.  | A Girl Like You (featuring Treach – Produit par Kay-Gee et Darren Lighty)             | Kay-Gee, Darren Lighty           | Summer Madness de Kool & the Gang Blues Away des Jacksons                                                     | 4:23  |
| 5.  | If Your Girl Only Knew (Produit par Timbaland)                                        | Elliott, Mosley                  | | 4:50  |
| 6.  | Choosey Lover (Old School/New School) (Produit par Vincent Herbert et Rashad Smith)   | The Isley Brothers, Chris Jasper | Action Speaks Louder Than Words de Chocolate Milk Infinity de Shelly Manne                                    | 7:07  |
| 7.  | Got to Give It Up (featuring Slick Rick – Produit par Vincent Herbert et Craig King)  | Marvin Gaye                      | Billie Jean de Michael Jackson The Champ des Mohawks At Your Best (You Are Love) d'Aaliyah featuring R. Kelly | 4:41  |
| 8.  | 4 Page Letter (Produit par Timbaland)                                                 | Elliott, Mosley                  | | 4:52  |
| 9.  | Everything's Gonna Be Alright (Produit par Rodney Jerkins)                            | Rodney Jerkins, Japhe Tejeda     | Ladies' Night de Kool & the Gang                                                                              | 4:50  |
| 10. | Giving You More (Produit par J. Dibbs)                                                | J. Dibbs                         | | 4:26  |
| 11. | I Gotcha' Back (Produit par Jermaine Dupri et Carl-So-Lowe)                           | Jermaine Dupri, Carl-So-Lowe     | I Want'a Do Something Freaky to You de Leon Haywood Lean on Me de Bill Withers                                | 2:54  |
| 12. | Never Givin' Up (featuring Tavarius Polk – Produit par Vincent Herbert et Craig King) | Monica Bell, King                | | 5:11  |
| 13. | Heartbroken (Produit par Timbaland)                                                   | Elliott, Mosley                  | Inside My Love de Minnie Riperton                                                                             | 4:17  |
| 14. | Never Comin' Back (Produit par Timbaland)                                             | Elliott, Mosley                  | | 4:06  |
| 15. | Ladies in da House (featuring Missy Elliott] et Timbaland – Produit par Timbaland)    | Elliott, Mosley                  | Bad Girls de Donna Summer                                                                                     | 4:20  |
| 16. | The One I Gave My Heart To (Produit par Daryl Simmons)                                | Diane Warren                     | | 4:30  |
| 17. | Came to Give Love (Outro) (featuring Timbaland – Produit par Timbaland)               | Mosley                           | | 1:40  |

| 18. | Come Over (featuring Tank – Produit par Bryan-Michael Cox, Kevin Hicks et Jazze Pha) | Johntà Austin | 3:55 |

## Certifications
| Pays        | Association  | Certification | Ventes     |
| ----------- | ------------ | ------------- | ---------- |
| Canada      | Music Canada | Or            | 50 000+    |
| États-Unis  | RIAA         | 2 × Platine   | 2 000 000+ |
| Japon       | RIAJ         | Or            | 120 000+   |
| Royaume-Uni | BPI          | Or            | 100 000+   |